# Ріек Мачара
Ріек Мачара (англ. Riek Machar) — південносуданський політик і державний, перший віцепрезидент Південного Судану з 9 липня 2011 по 23 липня 2013 року.

## Біографія
Народився 1953 року в місті Лірі. Належить до народності нуер.
У 1984 році Мачара отримав ступінь Доктора філософії в області машинобудування, а потім приєднався до повстанського угрупування Народної армії визволення Судану під час Другої громадянської війни в Судані.
У 1991 році Рієка розійшовся в поглядах з лідером НАВС Джоном Гарангом і сформував своє угруповання НАВС-Насир. У 1997 році Рієка Мачара уклав перемир'я з урядом Судана і став главою проурядових південносуданському сил оборони. У 2000 році він покинув цю військову організацію і сформував нову міліцію — Народні сили оборони Судану, а в 2002 році повернувся в НАВС як старший командир. Після смерті Джона Гаранга в липні 2005 року, Рієка Мачара став віце-президентом автономного Південного Судану.
Обіймав посаду віце-президента незалежного Південного Судану з 9 липня 2011 по 23 липня 2013 рік. 16 грудня 2013 Президент Південного Судану Салва Киїр заявив про запобігання військовому перевороту. Напад здійснила група солдатів, пов'язана з колишнім віце-президентом Рієком Мачаром. Після цих подій в країні почався великий міжетнічний конфлікт.
Після укладення угоди про перемир'я між владою і повстанцями, для Рієка Мачара розглядалася можливість амністії. Зокрема, міністр закордонних справ Південного Судану заявив, що президент Салва Киїр збирається розширити амністію на Мачара «в знак примирення». За час перемир'я були звільнені семеро обвинувачених у спробі державного перевороту, ще четверо залишаються за ґратами..